# Anne-Marie Losique
Pour les articles homonymes, voir AML.
Anne-Marie Losique, aussi connue sous le nom d'artiste AML, est une productrice, animatrice et femme d’affaires canadienne. Vers la fin des années 1990, elle cofonde Image Diffusion International et devient célèbre en animant l'émission Box-Office. Elle se lancera plus tard dans la télé-réalité et la télévision sur demande.

## Biographie

### 1995 à 2009
En 1995, elle fait ses débuts à la télévision avec l'émission Box Office sur les ondes de MusiquePlus. Elle accorde des interviews avec les plus grands noms du cinéma, en particulier avec Ben Affleck qui, en 2004, la rendra célèbre. 
En 2003, elle anime Hot Parade, une émission au décompte au terme du divertissement pour adulte sur des personnalités, de lieux et de destinations de l'heure. L'émission est diffusée en France à partir de 2005 sur XXL. 
En 2004, elle se met en scène avec la chanteuse Jacynthe dans l'adaptation québécoise de The Simple Life nommée La Vie Rurale diffusée sur Musimax. Les deux femmes vont même jusqu'à faire jaser d'elles aux États-Unis et recevoir les réactions de Paris Hilton.
En 2005, elle est productrice de la télé-réalité Des Gens Pas Ordinaire (adaptation de The Surreal Life) qui met en scène des vedettes comme Mado Lamotte. L'année suivante, elle produit la série documentaire Culture de Stars, diffusée à Canal D au Québec et sur Fashion TV et Star! au Canada. La même année, elle participe à l'adaptation québécoise de la série britannique The Office, renommée La Job.
En 2007, elle présente son "documoqueur" Bimbo, fantasme et réalité, diffusé à la télévision sur demande chez Bell ExpressVu et Canal Indigo au Canada. Il fut également exporté à l'étranger. 
En 2008, elle adapte l'émission française La Minute Blonde qu'elle animera sous le nom Dorothy Doll.
En 2009, elle anime Au Lit avec Anne-Marie où elle reçoit des personnalités dans un lit.

### 2010 à aujourd'hui
En 2010, elle lance le livre Confessions Sauvages et plus tard lancera sa chaîne Vanessa qui sera une première au Québec car elle est consacrée au divertissement pour adulte. La chaîne fusionne avec l'entreprise américaine Vivid Entertainment en 2014, et change de nom pour VividTV Canada et en devient la présidente-directrice générale.
En 2017, son entreprise et celle d'Hustler inaugurent la filiale canadienne d'Hustler TV donc Hustler TV Canada. 
La même année, elle est en partenariat avec l'entreprise française Marc Dorcel pour une troisième chaîne Dorcel TV Canada.
En 2018, Anne-Marie Losique est la tête d'affiche de l'événement Zoofest&OFF-JFL du Zoofest où elle présentera le spectacle d'humour Les Dessous d'Anne-Marie Losique.

## Productions et animations

### Télévision
- 1995 : Box Office
- 2000 : Sex Shop
- 2003 : Hot Parade
- 2004 : La Vie Rurale
- 2005 : Bo2
- 2005 : Des gens pas ordinaires
- 2005 : SeXstar
- 2006 : La Job
- 2007 : La Minute Blonde
- 2008 : Strip Club
- 2008 : Adventures of a Real Life Bimbo
- 2008 : Strip Club: Solid Gold - Téléfilm de 55 Minutes
- 2009 : Pole Position Québec
- 2011 : Striptease

### Séries pour adultes
- 5505, Place Du Fétichisme
- Calendrier Vanessa
- Culture du X
- Films-X
- Grandeur Nature
- Happy Ending
- Joujou(x) et (xxx)
- Le Bum, Les Belles Et La Brute
- Moi, Vyxen Steele
- MusiX
- Pornoland Québec
- Sexe @…
- Sexe Et Hypnose
- Sex-Shop
- SeXstar
- Strip Club
- Striptease
- Tes Voisins Font De La Porno
- What De Web ?!

### Autres
- 3,2,1… Action !
- Bleu/Rose/Vert/Gris
- Bo2
- Bookmark
- Écrans Du Monde
- Glam City
- Gros Plan Sur…
- Le 3950
- Le Cinéjournal
- UFC – Les Guerriers

## Discographie
Albums
- 2001 : Sex-Shop: L'Album X - Artistes variés - AML sur 2 titres L'Horoscope Du Coeur et Caprice
- 2002 : Libre - Album sorti sous le nom AML
- 2009 : Circus Volume One : Reflection Sessions du DJ Franco Fabi - Apparition sur l'album mais sa participation n'est pas précisée.

### Parodies
Elle fut parodiée de nombreuses fois par l'humoriste Bruno Blanchet dans les émissions La fin du monde est à sept heures & 3600 secondes d'extase.
Lors du Bye Bye 2010, Hélène Bourgeois Leclerc l'imita en référence au lancement de sa chaîne VanessaTV.

### Entreprises

#### Image Diffusion International
Anne-Marie Losique est cofondatrice avec Marc Trudeau de la maison de production Image Diffusion International ou IDI qui produit des émissions de genres divers à travers le Canada et au niveau international

#### Vanessa Media
Depuis 2014, elle est propriétaire de Vanessa Media, une entreprise canadienne multimédia dont les secteurs d'activité sont principalement concentrés à la télévision et sur le web. Vanessa Media se spécialise dans la distribution de signaux linéaires, sur demande et multiplexés, ainsi que sur les plateformes VSD, SVSD, PVV et à la carte pour les marchés francophones et anglophones, en Amérique du Nord et en Europe. Elle est propriétaire des chaînes Vivid TV Canada et Hustler TV Canada.

### Musique
En 2001, elle se lance dans la chanson sous le nom d'AML avec l'album Sex Shop l'album X incluant le titre L’horoscope du Cœur.
En 2006, elle lance le single et reprise de Brigitte Bardot Tu veux ou tu veux pas.
En 2009, elle fait un retour comme artiste invitée du DJ Montréalais Franco Fabi pour l'album Circus Volume One: Reflection Sessions.

### Livres
Confessions Sauvages – Livre de photos érotiques (éditions Presses Libres)

## Vie privée
Anne-Marie Losique est la fille de Serge Losique et issue d'une famille réservée. En 2018, elle se confie à l'émission La Vraie Nature où elle cite entretenir des liens tendus avec sa famille depuis la mort de sa mère.
Depuis 2014, elle entretient une relation avec un américain qu'elle a rencontré dans un bar à Los Angeles durant un voyage d'affaire. Ne désirant pas être un couple, elle admet le voir à temps partiel.
Elle est également diplômée en théâtre de l'université de la Sorbonne en France. 

### Âge et père
Il y a deux sujets que les médias ne doivent pas aborder avec elle : son âge et son père.
En 2010, le magazine Maclean's a estimé son âge à 45 ans sur la base de rumeurs. Selon d’autres médias, elle serait née vers 1971. Cependant, plusieurs sources concordantes affirment qu’elle est née le 14 juillet 1965.
En ce qui concerne son père, il est connu comme étant le fondateur du Festival des films du monde de Montréal. Lors d'une entrevue au Journal de Montréal en 2010, elle évoque avoir été plus proche de sa mère que de son père et qu'elle n'adresse pas la parole à ce dernier.

## Controverses
Les entrevues d'Anne-Marie Losique avec l'acteur américain Ben Affleck firent la renommée de l'émission Box-Office. À chaque occasion, Affleck adoptait un accent francophone stéréotypé (plus proche de l'accent français que de l'accent québécois), agissait comme si les deux étaient déjà dans une relation de nature sexuelle (« Tout ce que tu veux faire est faire l'amour constamment. Tu ne veux pas parler, tu ne veux pas me tenir dans tes bras… »), taquinait Losique jusqu'à l'incontrôlable hilarité, la faisait s'asseoir sur ses genoux, la serrait dans ses bras et s'entretenait au sujet de Montréal et des Canadiens. Avec l'accent français, il faisait des déclarations imitant les stéréotypes de critiques que les francophones et les étrangers ont du peuple américain.
Connu pour son affection pour la ville de Montréal, Affleck démontrait un certain niveau de connaissance du Canada durant ces rencontres humoristiques. 
Inconnu des Américains pendant des années, un de ces segments, tourné en 2004 pendant la promotion du film Jersey Girl, acquit une certaine notoriété en tant que phénomène internet sur YouTube et sur plusieurs blogues américains et internationaux.
Depuis l'affaire Harvey Weinstein, de nombreuses personnalités sont accusées à leur tour incluant Ben Affleck. Anne-Marie Losique accuse les médias américains d'alimenter le scandale avec son entrevue avec l'acteur, et se porte même à sa défense.
Au lendemain du scandale, Losique affirme avoir eu des avances d'Harvey Weinstein lors du festival international du film de Toronto où ce dernier lui aurait proposé de monter dans sa chambre, proposition qu'elle refusa.